# Disophrys oculata
Disophrys oculata är en stekelart som beskrevs av Szepligeti 1902. Disophrys oculata ingår i släktet Disophrys och familjen bracksteklar. Inga underarter finns listade i Catalogue of Life.